# Le Sentiment tragique de la vie
 (juillet 2014).
Si vous disposez d'ouvrages ou d'articles de référence ou si vous connaissez des sites web de qualité traitant du thème abordé ici, merci de compléter l'article en donnant les références utiles à sa vérifiabilité et en les liant à la section « Notes et références ».
Le Sentiment tragique de la vie (Del sentimiento trágico de la vida) est l'œuvre philosophique maîtresse de Miguel de Unamuno, parue en 1912. L'écrivain y examine la situation de « l'homme en chair et en os » qui est pour lui l'objet suprême de toute philosophie.
L'œuvre est traduite pour la première fois en français par Marcel Faure-Beaulieu en 1917.

## Analyse
Pour Unamuno, le point de départ de tout système philosophique est le sentiment et spécialement le sentiment tragique de la vie bien plus que la raison. Unamuno examine d'abord la soif d'immortalité qui est tout sauf rationnelle. Comment penser la « joie de vivre » sur fond de finitude ? La croyance en l'immortalité de l'âme est-elle absurde ? Pourquoi alors ne puis-je vouloir mourir ? Pourquoi le problème de la durée de mon âme propre peut-elle effacer toute autre préoccupation ? Unamuno fustige les ruses du monisme qui pensent la fusion du moi dans la matière ou en Dieu et veulent offrir à l'homme une fausse consolation.
Envers et contre tout, il maintient et défend le bien-fondé existentiel de la croyance en l'immortalité personnelle de l'âme. Selon lui, l'essence du catholicisme consiste dans la préservation de cette foi en l'immortalité de l'âme  et en son salut éternel. Cette foi satisfait la volonté et donc la vie, même si elle contredit la raison. Cette satisfaction, si elle est justifiée, implique donc que sa vérité doit se situer au-dessus ou au-delà de la raison, n'en déplaise aux systèmes théologiques qui tentent de circonscrire ou de réduire les mystères de la religion dans une pseudo rationalité. C'est pourquoi il oppose le Dieu rationnel de l'homme abstrait au Dieu sentimental et volitionnel de l'homme concret. Pour lui, Dieu est la seule justification possible de l'amour et de la compassion : le croyant désire que Dieu existe et se conduit comme s'il existait (ce qui constitue en quelque sorte une preuve irrationnelle de l'existence de Dieu). Les vertus chrétiennes de foi, d'espérance et de charité ne peuvent se déduire d'une conviction rationnelle ou mathématique. Le Dieu vivant ne peut se déduire d'un Dieu logique ou mort. 
Finalement, Unamuno plaide pour une philosophie et une métaphysique quichottesques, une éthique et une religiosité quichottesques. La folie quichottesque s'enracine dans ce sentiment tragique de la vie qui, il l'admet volontiers, est le reflet de la conscience espagnole et du sentiment catholique de la vie. Une telle folie, si raisonnable au fond, ne saurait consentir à la logique scientifique qui dissout toute espérance dans un inconsolable scepticisme.
Cette philosophie quichottesque sera reprise et exposée en détail dans La Vie de Don Quichotte et Sancho, où Don Quichotte, l'idéaliste, celui qui ose affirmer le monde de ses croyances au risque de les vivre en conséquence est opposé à Sancho, le bon sens, la raison terre-à-terre qui ne voit pas plus loin que le bout de son nez.